# Vorarlberger Kraftwerke

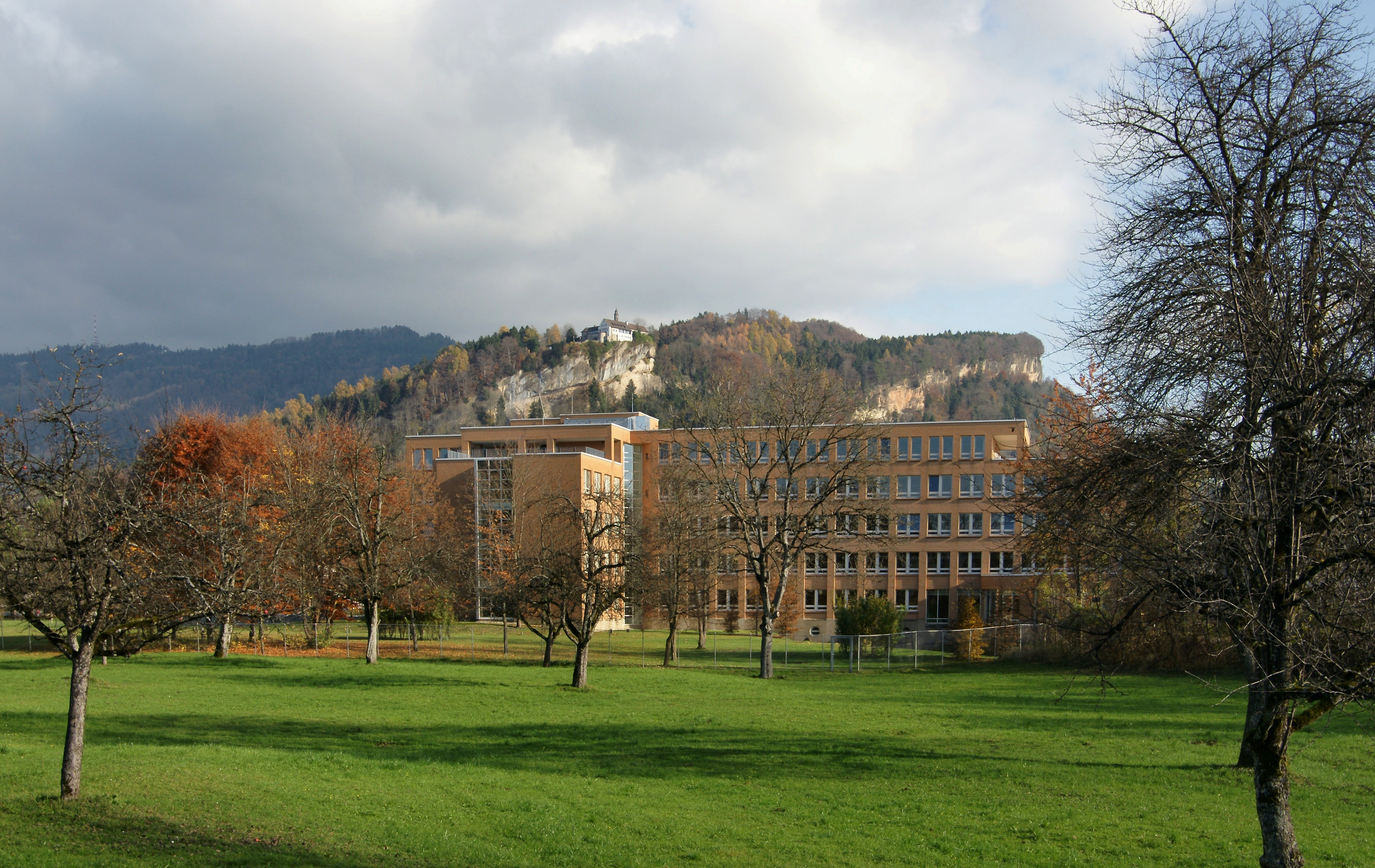
Sitz Weidach

Die Vorarlberger Kraftwerke Aktiengesellschaft (VKW) mit Sitz in Bregenz war ein Energieversorgungsunternehmen im österreichischen Bundesland Vorarlberg. Mit rund 170.000 Kunden in ganz Vorarlberg und dem Westallgäu war sie der größte Stromverkäufer der Region. Am 2. Juli 2019 wurden die Vorarlberger Illwerke AG und die Vorarlberger Kraftwerke AG in der illwerke vkw AG verschmolzen.

## Geschichte

### Anfänge: Jenny & Schindler
1884 erzeugte Friedrich Wilhelm Schindler in der Firma seines Onkels in Kennelbach mit einem Gleichstromgenerator erstmals Strom. Hier entstanden das erste Wasserkraftwerk und die erste elektrische Beleuchtungsanlage Österreichs.

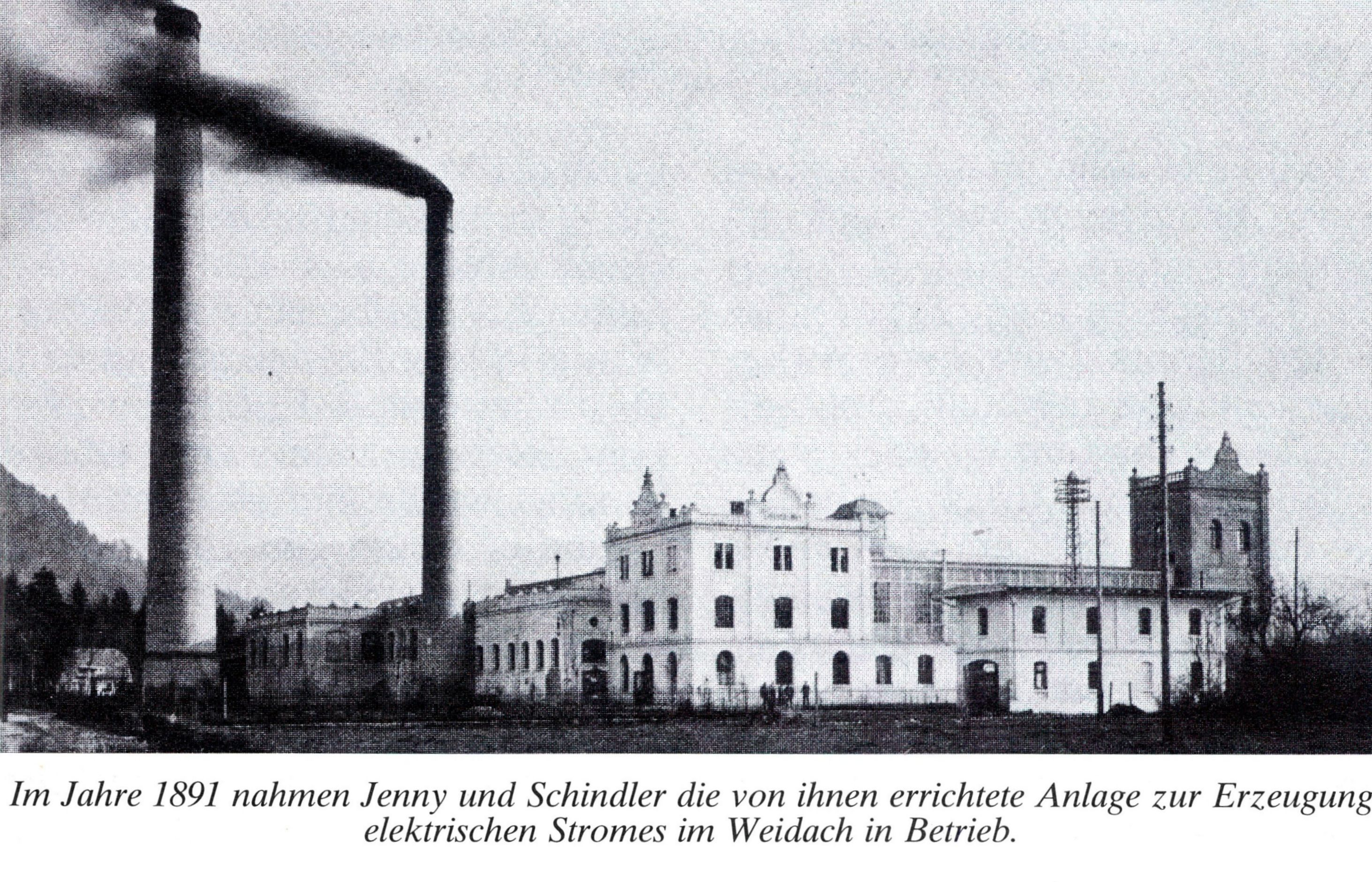
Kraftwerk Rieden (1891)

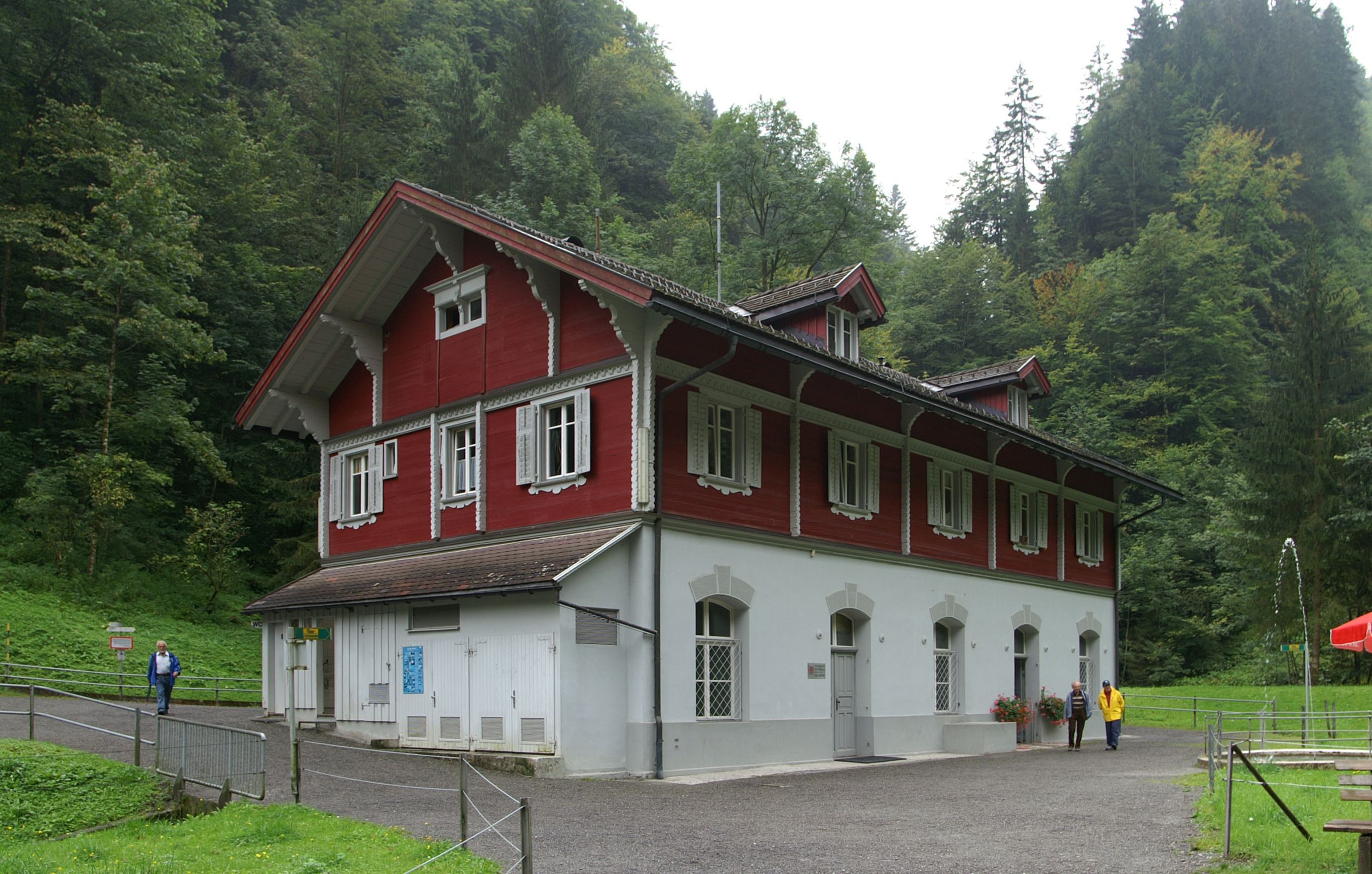
Kraftwerk Ebensand in Dornbirn (2007)

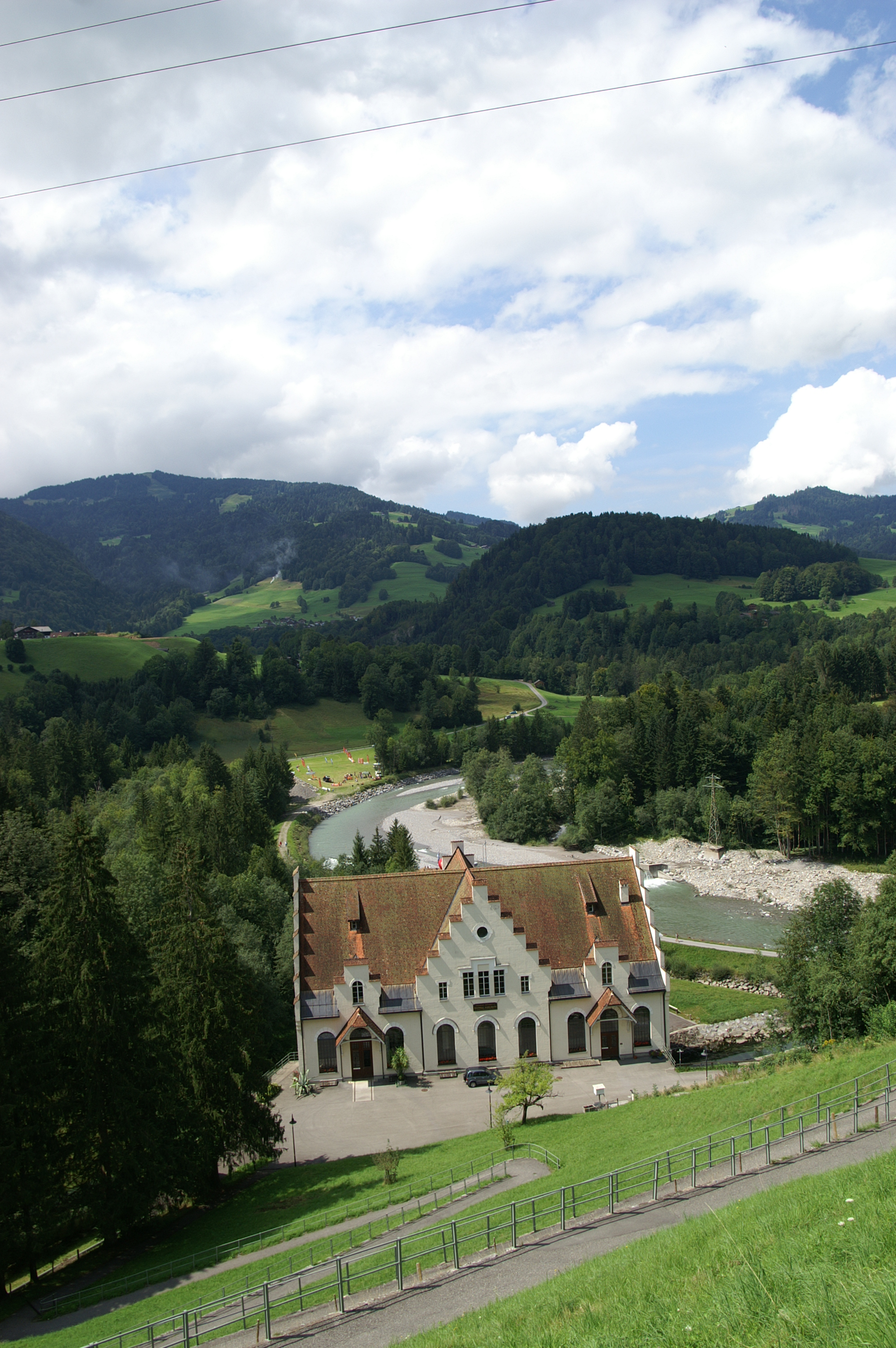
Kraftwerk Andelsbuch (2007)

Bereits 1895 wurde auch in Schruns im Montafon das erste Elektrizitätswerk in Betrieb genommen und 1901 wurde auch an der Ill in Lorüns Strom erzeugt.
Im Dezember 1901 begannen die Elektrizitätswerke Jenny & Schindler damit, Strom für die Gemeinden Rieden-Vorkloster und Kennelbach zu produzieren.
1905 gründete F. W. Schindler das E-Werk Bregenz-Rieden, aus dem später die VKW hervorging. Mit voranschreitender Industrialisierung der Gemeinden Vorarlbergs und der stetig wachsenden Einwohnerzahl stieg auch der Bedarf an elektrischem Strom.
Schon 1909 war das Vorarlberger Wasserkraftkomitee bestellt worden, das sich mit den Wasserkraftgesetzen zu befassen hatte und auf Initiative des Elektrotechnikers Albert Loacker, des Landtagsabgeordneten Josef Peer und des Fabrikanten und ersten Obmanns des Vorarlberger Industriellenbundes Ignaz Rüsch (1861–1925) gegründet worden war. Den Vorsitz hatte Landeshauptmann Adolf Rhomberg. 1917 wurde Dekan Barnabas Fink vom Landesausschuss zum Referenten für den Ausbau der Wasserkräfte bestellt.
Die Firma war primär für die Stromversorgung Vorarlbergs zuständig. 1909 wurde erstmals Strom ins Ausland (Westallgäu) geliefert. Bis 1914 waren rund 2/3 der Bevölkerung Vorarlbergs mit Strom versorgt. Der Erste Weltkrieg hemmte die kontinuierliche Entwicklung und 1916 erfolgte die Umwandlung der bis dahin offenen Handelsgesellschaft Elektrizitätswerke Jenny & Schindler in die Vorarlberger Kraftwerke Gesellschaft m.b.H.

### Ausbauphase

Aktie über 400 RM der Vorarlberger Kraftwerke AG vom September 1942

Der Ausbau der Elektrizitätswirtschaft wurde zur Strategie und förderte die Entwicklung des Landes. Die VKW entwickelte sich zum größten E-Werk und blieb bis 1929 im Privateigentum. 1928 wandelten Jenny & Schindler mit Einwilligung der VKW-Gesellschafter das Unternehmen in eine Aktiengesellschaft um. 1929 kaufte das Land die Aktienmehrheit und somit wurde die VKW zum Landesunternehmen.
1939 übernahm die VKW die von Jenny & Schindler aufgelöste Allgäuer Elektrizitätsgesellschaft m.b.H. (AEGL). Damit kamen Allgäuer Ortsnetze direkt zur VKW.
Nach Kriegsende übernahm Johann Josef Mittelberger (1879–1963) als Direktor den kaufmännischen Bereich der Vorarlberger Kraftwerke und übte diese Tätigkeit bis 1950 aus.
Ab 1947 wurden der VKW durch die Republik Österreich die Stromaufbringung, Stromverteilung und Preisregelung auf Landesebene zur Aufgabe gemacht.
Im Jahr 2001 schlossen sich die Vorarlberger Illwerke AG als größter Stromerzeuger des Landes und die Vorarlberger Kraftwerke AG zur Illwerke/VKW-Gruppe zusammen. Die Vorarlberger Illwerke AG war mit rund 97 % Aktienanteil an der VKW AG beteiligt.
Die Vorarlberger Kraftwerke AG (VKW) zog sich mit Ankündigung vom 22. März 2013 dauerhaft von der Wiener Börse zurück.
„Nur ein Teil von etwa 1,6 % der Aktien werden an der Wiener Börse gehandelt. Demgegenüber stünden hohe Kosten und hoher Aufwand zur Börsennotierung.“
Am 2. Juli 2019 erfolgte nach einem Beschluss bei der Hauptversammlung (13. Juni 2019) der rechtliche Zusammenschluss der Vorarlberger Illwerke AG und der Vorarlberger Kraftwerke AG zur illwerke vkw AG. Mit dem Eintrag ins Firmenbuch wurde die Verschmelzung am 2. Juli 2019 rechtswirksam.

## Geschäftsfelder

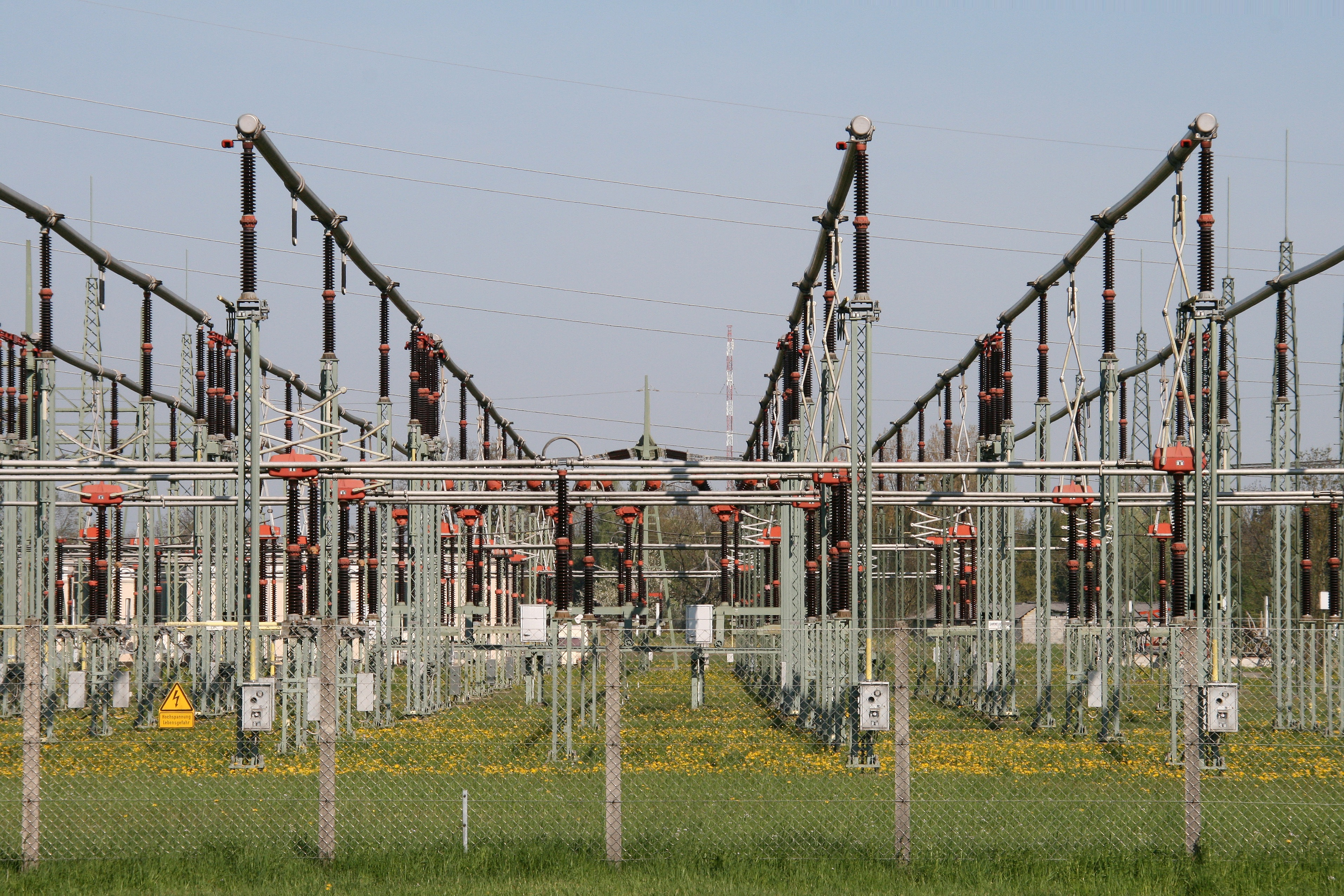
Hochspannungsschaltanlage der VKW im Umspannwerk Werben in Dornbirn (2008)

Innerhalb von illwerke vkw war die VKW für Energieversorgung und -vertrieb sowie für den Strom- und Erdgashandel zuständig. Der Vertrieb der VKW bezog sich vor allem auf Vorarlberg sowie das benachbarte Westallgäu. Im Rahmen des Stromhandels war die VKW an den Strombörsen Energy Exchange Austria (Wien) und European Power Exchange (Paris) für die Märkte Deutschland, Österreich und Schweiz tätig. Der Stromhandel übernahm auch die operative Handelstätigkeit für die Illwerke im Rahmen der Eigenvermarktung. Mit einem wachsenden Angebot an Produkten und Dienstleistungen in den Bereichen Energieeffizienz, Mobilität und erneuerbare Energien entwickelte sich die VKW vom reinen Energieversorger zum umfassenden Energiedienstleister.

### Kraftwerke der VKW
Hier die Kraftwerke der VKW, gelistet nach Jahr der Inbetriebnahme (ohne Illwerke):
| - Kraftwerk Rieden (1890) - Kraftwerk Ebensand (1899) - Kraftwerk Andelsbuch (1908) - Kraftwerk Unterstufe Gampadels (1925, Tschagguns) - Kraftwerk Unterstufe Lutz (1957–59) - Kraftwerk Oberstufe Lutz (1967) - Kraftwerk Langenegg (1979) - Kraftwerk Oberstufe Gampadels (1989) - Kraftwerk Alberschwende (1992) - Kraftwerk Klösterle (1997) | Kleinwasserkraftwerke - Nüziders - Schoppernau - Walkerbach/Lech - Au - Rankweil - Dabaladabach |

Das 1979 eröffnete Kraftwerk Langenegg war das größte Kraftwerk der VKW.
Die kleineren Kraftwerke Ebensand, Nüziders, Au, Schoppernau und Walkerbach/Lech bringen Leistungen zwischen 45 und 630 kW. Diese automatisch arbeitenden Laufkraftwerke werden jeweils von den in der Nähe befindlichen größeren Kraftwerken aus betreut.

### Weitere Geschäftstätigkeit
Ab Mitte der 1990er-Jahre erweiterte die VKW AG ihre Geschäftstätigkeit auf neue Bereiche:
- Vorarlberger Erdgasgesellschaft (VEG)[7]
- Telekommunikation
- Geografische Informationsdienstleistungen
- Wärmeversorgung aus heimischer Biomasse: Zu diesem Zweck wurden in kleineren Gemeinden Vorarlbergs Heizwerke errichtet, die von der VKW betrieben wurden. Solche Heizwerke wurden in Lech, Hittisau, Mellau, Gaschurn und Egg gebaut. Sie versorgen mithilfe eines unterirdischen Leitungssystems große Teile der Gemeinden mit Wärme.
- Abfallwirtschaft (bis Juli 2007).[8]